# Суперкубок Західного берегу з футболу 2018
Суперкубок Західного берегу з футболу 2018  — 9-й розіграш турніру. Матч відбувся 27 серпня 2018 року між чемпіоном Західного берегу і володарем Кубка Західного берегу клубом Гіляль Аль-Кудс та фіналістом Кубка Західного берегу клубом Такафі (Тулкарем).
| Володар Суперкубка Західного берегу 2018 |
| ---------------------------------------- |
|                                          |
| Гіляль Аль-Кудс Четвертий титул          |

## Матч

### Деталі
| 27 серпня 2018 18:00 (EEST) |

| Гіляль Аль-Кудс          | 2:1      | Такафі (Тулкарем) |
| ------------------------ | -------- | ----------------- |
| Газале 51' Алі Ноама 84' | Протокол | Осама 79' (пен.)  |

| Файсал Аль-Хуссеїні, Аль-Рам Арбітр: Емад Боджех |